# Народоосвободителен младежки съюз
Народоосвободителния младежки съюз (НОМС) (на македонска литературна норма: Народоослободителен младински сојуз) е политическа и националистическа организация на македонците по националност в Егейска Македония, част от Гръцката комунистическа партия. Създадена е на 23 април 1945 година, а за неин секретар е избран Минчо Фотев. Организацията действа в 183 села, три града, седем околии и 4 окръзи: Костурски, Лерински, Воденски и Гюмендженско-ениджевардарски. Вкупно около 5000 души членуват в НОМС до разпускането и от ГКП на 9 октомври 1949 година.